# Stuttgart (Arkansas)
Stuttgart é uma cidade localizada no estado americano de Arkansas, no Condado de Arkansas.

## Demografia
Segundo o censo americano de 2000, a sua população era de 9745 habitantes.
Em 2006, foi estimada uma população de 9260, um decréscimo de 485 (-5.0%).

## Geografia
De acordo com o United States Census Bureau, a localidade tem uma área de 15,9 km², sem área coberta por água.

## Localidades na vizinhança
O diagrama seguinte representa as localidades num raio de 24 km ao redor de Stuttgart.